# 9 (број)
9 (девет) је број, нумерал и име глифа који представља тај број. То је природни број који следи после броја 8 а претходи броју 10. Број је дјељив са 9, ако и само ако је то и збир његових цифара. Исто важи и за остатке дијељења - који остатак даје тај број при дјељењу са 9, тај остатак даје и збир цифара тог броја. 

### Хемија
- Атомски број хемијског елемента флуора је 9.